# Batrachotoxin
Batrachotoxin (BTX) là một loại thuốc chống dị ứng steroid và độc thần kinh cực kỳ mạnh có trong một số loài bọ cánh cứng, chim và ếch. Batrachotoxin có nguồn gốc từ tiếng Hy Lạp frogαχ ς bátrachos "ếch". Các hợp chất hóa học liên quan đến cấu trúc thường được gọi chung là batrachotoxin. Nó là một chất kiềm cực độc. Ở một số loài ếch, chất kiềm này có mặt chủ yếu trên da. Những con ếch như vậy nằm trong số những con được sử dụng để phi tiêu độc. Batrachotoxin liên kết và mở ra các kênh natri của các tế bào thần kinh và ngăn chặn chúng đóng lại, dẫn đến tê liệt - không có thuốc giải độc nào được biết đến.

## Lịch sử
Nó được đặt tên bởi các nhà khoa học John W. Daly và Bernhard Witkop, những người đã tách phần alcaloid độc hại mạnh và xác định tính chất hóa học của nó. Họ đã phân lập được bốn alcaloid steroid độc hại bao gồm batrachotoxin, isobatrachotoxin, pseudobatrachotoxin và batrachotoxinin A. Do khó khăn trong việc xử lý một loại độc tố mạnh như vậy và lượng cực nhỏ có thể được thu thập, việc xác định cấu trúc toàn diện có một số khó khăn. Tuy nhiên, Takashi Tokuyama, người tham gia điều tra sau đó, đã chuyển đổi một trong những hợp chất đồng loại, Batrachotoxinin A, thành một dẫn xuất tinh thể và cấu trúc steroid độc đáo của nó đã được giải quyết bằng kỹ thuật nhiễu xạ tia X (1968). Khi so sánh phổ khối và phổ NMR của batrachotoxin và các dẫn xuất batrachotoxinin A, người ta nhận ra rằng hai chất này có chung cấu trúc steroid và batrachotoxin là batrachotoxinin A với một nửa pyrrole bổ sung kèm theo. Trên thực tế, batrachotoxin có thể bị thủy phân một phần bằng cách sử dụng natri hydroxide vào vật liệu có TLC giống hệt nhau và phản ứng màu như batrachotoxinin A. Cấu trúc của batrachotoxin được thành lập vào năm 1969 thông qua tái hợp hóa học của cả hai mảnh. Batrachotoxinin A được tổng hợp bởi Michio Kurosu, Lawrence R. Marcin, Timothy J. Grinsteiner và Yoshito Kishi vào năm 1998.